# Phaulotypus insularis
Phaulotypus insularis är en insektsart som först beskrevs av Burr 1899.  Phaulotypus insularis ingår i släktet Phaulotypus och familjen Thericleidae. Inga underarter finns listade i Catalogue of Life.